# 일개화팔개
일개화팔개(一個和八個, One and Eight)는 중국에서 제작된 장군쇠 감독의 1983년 드라마 영화이다. 타오쩌루 등이 주연으로 출연하였다.

## 출연

### 주연
- 타오쩌루
- 진도명

### 조연
- 위종만